# Ingeniero Guillermo N. Juárez
Ingeniero Guillermo N. Juárez är en kommunhuvudort i Argentina.   Den ligger i provinsen Formosa, i den norra delen av landet, 1 200 km norr om huvudstaden Buenos Aires. Ingeniero Guillermo N. Juárez ligger 185 meter över havet och antalet invånare är 10 357.
Terrängen runt Ingeniero Guillermo N. Juárez är mycket platt. Trakten runt Ingeniero Guillermo N. Juárez är nära nog obefolkad, med mindre än två invånare per kvadratkilometer..
I omgivningarna runt Ingeniero Guillermo N. Juárez växer i huvudsak lövfällande lövskog.